# Spatholobus sanguineus
Spatholobus sanguineus là một loài thực vật có hoa trong họ Đậu. Loài này được Elmer miêu tả khoa học đầu tiên.